# Клобя (Куявсько-Поморське воєводство)
Клобя (пол. Kłobia, нім. Klobendorf) — село в Польщі, у гміні Любранець Влоцлавського повіту Куявсько-Поморського воєводства.
Населення — 239 осіб (2011).
У 1975-1998 роках село належало до Влоцлавського воєводства.

## Демографія
Демографічна структура станом на 31 березня 2011 року:
|          | Загалом | Допрацездатний вік | Працездатний вік | Постпрацездатний вік |
| -------- | ------- | ------------------ | ---------------- | -------------------- |
| Чоловіки | 113     | 17                 | 82               | 14                   |
| Жінки    | 126     | 24                 | 69               | 33                   |
| Разом    | 239     | 41                 | 151              | 47                   |